# Орден витешког мача
Орден витешког мача је било одликовање Савезне Републике Југославије и и Државне заједнице Србије и Црне Горе у три степена.
Орден је установљен 4. децембра 1998. године доношењем Закона о одликовањима СРЈ. Имао је три степена и додељивао се за: „изузетне заслуге и дела у областима одбране и безбедности“.
Додељивао га је председник Републике, а касније председник Државне заједнице СЦГ. Највише се додељивао после НАТО агресије на СРЈ, јуна 1999. године.

### Изглед и траке одликовања
Орден витешког мача првог степена израђен је у облику осмокраке позлаћене звезде, пречника 55мм, чији су краци зракасти у облику сечива мача. На звездастој основи аплициран је позлаћени ловоров венац са плодовима, пречника 34мм. У оквиру венца је кружни медаљон, емајлиран бојама заставе Савезне Републике Југославије. Преко венца и заставе је усправно аплициран средњовековни витешки мач од злата, дужине 55мм. На наличју орденске звезде налази се игла за качење ордена. Врпца ордена израђена је од моариране свиле, ширине 36мм, у бојама заставе Савезне Републике Југославије. Ширина сваког поља заставе је 12мм. Орден витешког мача првоr степена носи се на десној страни груди.
Орден витешког мача другог степена израђен је у облику осмокраке позлаћене звезде, пречника 55мм, чији су краци у облику сечива мача. На звездастој основи аплициран је посребрен ловоров венац са плодовима, пречника 34мм. У оквиру венца је кружни медаљон, емајлиран бојама заставе Савезне Републике Југославије. Преко венца и заставе је усправно аплициран средњовековни витешки мач од сребра, дужине 55 мм, чије су дршка и накрсница позлаћене. На наличју орденске звезде налази се игла за качење ордена. Врпца ордена израђена је од моариране свиле, ширине 36мм, у бојама заставе Савезне Републике Југославије. Ширина сваког поља заставе је 12мм. Орден витешког мача другог степена носи се на десној страни груди.
Орден витешког мача трећег степена израђен је у облику осмокраке посребрене звезде, пречника 55мм, чији су краци у облику сечива мача распоређени зракасто. На основи звездастоr облика аплициран је позлаћени ловоров венац са плодовима, пречника 34мм. У оквиру венца је кружни медаљон емајлиран бојама заставе заставе Републике Југославије. Преко венца и заставе је усправно аплициран средњовековни витешки мач од сребра, дужине 55мм. На наличју орденске звезде налази се игла за качење ордена. Врпца ордена израђена је од моарираие свиле, ширине 36мм, у бојама заставе Савезне Републике Југославије. Ширина сваког поља заставе је 12мм. Орден витешког мача трећег степена носи се на десној страни груди.
| Орден првог реда | Орден другог реда | Орден трећег реда |
| ---------------- | ----------------- | ----------------- |
| Траке одликовања |                   |                   |
|                  |                   |                   |